# Yi Lianhong

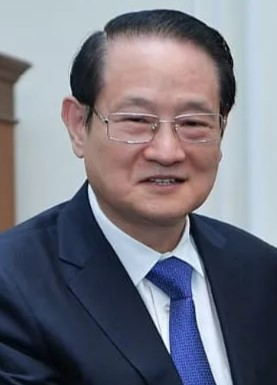
Yi Lianhong

Yi Lianhong (chinesisch 易炼红, Pinyin Yì Liànhóng; * September 1959 in Lianyuan, Provinz Hunan) ist ein chinesischer Politiker und der Parteichef der KP Chinas in Zhejiang. Davor war er der Gouverneur der Provinz Jiangxi. Ursprünglich aus der Provinz Hunan stammend, stieg Yi als Akademiker an der Parteischule der Provinz auf; Später diente er als Parteisekretär von Yueyang und Parteisekretär von Changsha, bevor er nach Shenyang versetzt wurde.

## Leben
Yi Lianhong wurde im Bezirk Lianyuan in der Provinz Hunan geboren. Er wurde im August 1976 als Jugendlicher aufs Land geschickt, um Handarbeit in der Gemeinde Guihua zu verrichten. Nach der Kulturrevolution besuchte Yi die Hunan Normal University und schloss sie 1982 mit einem Abschluss in Volkswirtschaftslehre ab. Im Juli 1982 wurde er Ausbilder am Zhaoyang Basic College (邵阳 基础 大学). Nach einigen Jahren des Unterrichts besuchte er die Shaanxi Normal University, um sein Studium der Volkswirtschaftslehre fortzusetzen. Im Juni 1985 trat er der Kommunistischen Partei Chinas bei.
Nach seinem Masterabschluss 1987 wurde Yi an die Parteischule von Hunan versetzt, wo er Wirtschaftswissenschaften unterrichtete. 1990 arbeitete er als Verwalter für eine chemische Fabrik in Zhuzhou. Im Januar 1992 trat er in das Wissenschafts- und Technologieforschungsbüro der Parteischule von Hunan ein. Im September 1994 wurde er Assistent des Präsidenten der Parteischule. Im September 1995 wurde er zum Vizepräsidenten der Parteischule befördert.
Im Mai 2004 wurde Yi zum Parteichef von Yueyang ernannt, sein erster Vorstoß in eine regionale Führungsrolle. Im November 2011 wurde er in den ständigen Ausschuss der Provinzpartei Hunan aufgenommen und übernahm einen Monat später das Amt des Generalsekretärs.
Im Mai 2013 wurde Yi zum Parteichef von Changsha ernannt. Im Juli 2017 wurde er nach Shenyang verlegt, um dort Parteichef zu werden. Im Mai 2018 wurde er zum stellvertretenden Parteichef der Provinz Liaoning.
Nach nur zwei Monaten als stellvertretender Parteichef von Liaoning wurde Yi im August 2018 zum stellvertretenden Parteichef von Jiangxi und im August 2018 zum Gouverneur der Provinz ernannt. Am 18. Oktober 2021 wurde er zum Sekretär der Kommunistischen Partei von Jiangxi befördert, dem höchsten politischen Amt in der Provinz. Am 20. Januar 2022 übernahm er das Amt des Vorsitzenden des Volkskongresses von Jiangxi.
Im Dezember 2022 wurde er zum Sekretär der Kommunistischen Partei von Zhejiang ernannt und löste damit Yuan Jiajun ab.